# Золотой стандарт (медицина)
Золотой стандарт в медицине — оптимальное сочетание диагностических методов или терапевтических мероприятий, позволяющих достичь наилучших результатов в диагностике или лечении.
Золотой стандарт диагностики представляет собой комплексную программу диагностических обследований, позволяющих врачу сформировать целостное представление о состоянии здоровья обследуемого пациента, а также выявить имеющиеся у него патологические состояния и выработать эффективную тактику и схему их лечения.

## История
Известно[кому?], что многие, даже существующие длительное время медицинские традиции и «общепризнанные методы» до сих пор не были подвергнуты адекватной научной проверке. Тем не менее, некоторые новые идеи, возникавшие в медицине в поисках путей повышения её эффективности, стали иногда метафорически называть «золотым стандартом» — например, «золотой стандарт терапии».
В России термин «золотой стандарт» в медицинском обиходе применялся в 2008 году к коронароангиографии и к суточному мониторингу артериального давления, в 2011 году — к проспективным рандомизированным контролируемым исследованиям (ПРКИ) в интенсивной терапии (с оговоркой что этот «золотой стандарт» доказательной медицины нередко трудновыполним), в 2012 г. в гинекологии — к двухэнергетической рентгеновской абсорбциометрии при денситометрии костной ткани.

## В доказательной медицине
В области доказательной медицины «золотым стандартом» могут называть рандомизированные контролируемые (проспективные) испытания с двойным или тройным «слепым» контролем. Эти исследования относятся к так называемому I классу исследований. Материалы этих испытаний и проведенный на их основе метаанализ должны использоваться в медицинской практике в качестве источника наиболее достоверной информации. Хорошо спланированные открытые экспериментальные исследования, обсервационные проспективные и ретроспективные, относятся ко II классу. При известной доле критичности результаты этих испытаний могут применяться в практике.

## Неоднозначность словоупотребления
Суждение о том или ином методе медицинской диагностики, как о «золотом стандарте», является субъективно-оценочным, поскольку не имеет привязки к какой-либо официально утверждённой системе стандартизации. За рубежом вопрос о такой стандартизации ставился, но так и не был однозначно решён. Тем временем, использование термина «золотой стандарт» (англ. Gold standard) за пределами сферы экономики и финансов, где он изначально возник (обозначая денежную систему, единица расчётов которой привязана к стандартизированному количеству золота), вызывает неоднозначность.
В первое десятилетие XXI века применение термина «золотой стандарт» в мировой медицине стало объектом критики. В зарубежной медицинской литературе и периодике появились материалы, доказывающие, что конкретные методики, преподносимые как «золотой стандарт», таковыми на самом деле не являются.
После этого англоязычные издательства научной литературы стали предпринимать меры против злоупотребления «звонкой фразой». Так, руководство по стилистике, выпущенное Американской ассоциацией медиков (AMA Style Guide), запрещает авторам использовать словосочетание «gold standard», рекомендуя вместо него более нейтральное «критериальный стандарт» (англ. Criterion Standard). Эти же требования в 2007 году поддержала и редакция Архивов биологической медицины и реабилитации (англ. Archives of biological Medicine and Rehabilitation).